# برناديت بورتر
برناديت بورتر (بالإنجليزية: Bernadette Porter)‏ هي راهبة بريطانية، ولدت في 21 يوليو 1952 في المملكة المتحدة.